# Dimitrios Levidis
Dimitrios Levidis (griechisch Δημήτριος Λεβίδης – Dimítrios Levídis; * 8. April 1886 in Paleo Faliro; † 30. Mai 1951 in Athen) war ein griechischer Komponist.

## Leben
Levidis besuchte zunächst das Lottner Konservatorium  und das Konservatorium (Odeion) in Athen, wo Dionysios Lavrangas und Franck Choisy zu seinen Lehrern zählten, studierte dann in Lausanne bei Alexandre Denéréaz und schließlich in München bei Richard Strauss, Felix Mottl und Friedrich Klose. Etwa zeitgleich mit Emilios Riadis verließ er 1910 München und ließ sich in Paris nieder, wo er bis 1932 blieb. Dann kehrte er nach Athen zurück, wurde Lehrer am Griechischen Konservatorium und gründete 1934 Das Faliron Konservatorium, das später im Athener Konservatorium aufging. Von 1945 bis 1947 übernahm er den Vorsitz des griechischen Komponistenverbands, bis ihn sein Vorgänger Manolis Kalomiris in dieser Funktion wieder ablöste. Danach versuchte Levidis, an seine Pariser Erfolge der Vorkriegszeit anzuknüpfen und lebte dort erneut 1947–48.
Levidis’ Stil bewegt sich zwischen der Spätromantik und dem musikalischen Impressionismus. Atonalität und die Tendenzen des französischen Neoklassizismus etwa der Groupe des Six lehnte er ab. Dafür beschäftigte er sich mit altgriechischen Modi, deren „exotische“ Klangsprache in sein Werk Eingang fand.
Als sein wichtigstes Medium gilt das Orchester, für das er auch in kleineren, ungewöhnlichen Besetzungen komponierte. So schuf er Werke für ein Eoliki Orchistra (Αἰολίκὴ Ὀρχήστρα, „Äolisches Orchester“), ein Dezett, das aus gedämpften Streichinstrumenten, Celesta, zwei Harfen, Klavier, verschiedenen Gongs und Trommeln bestand. Ferner gehörte er zu den ersten Komponisten, die sich den Ondes Martenot, einem 1928 von Maurice Martenot erfundenen elektronischen Instrument, widmeten. So komponierte er ein sinfonisches Gedicht für Ondes Martenot und Orchester, ein De profundis für zwei Ondes Martenot, Tenor und Orchester. Ein weiteres Instrument, für das Levidis Werke schrieb, war das polychordo (πολύχορδο), eine von dem griechischen Klavierstimmer Evangelos Th. Tsamourtzis entwickelte chromatische Harfe mit 177 Saiten.
Von den Werken Levidis’ ist der größte Teil verloren gegangen, dazu zählen die Operette Amour et garde française von 1911, eine Symphonie mystique für Stimmen und Orchester mit Tänzern (ab 1928), drei Orchestersuiten und ein „archaisches Oratorium“ Die Ilias für Sprecher, Tenor und Orchester (1943).
Erhalten haben sich mehrere Ballettmusiken, darunter O voskos ke i neraida (Ο βοσκός και η νεράιδα, „Der Schäfer und die Elfe“ op. 39, 1923), To fylachto ton theon (Το φυλαχτό των θεών, „Der Talisman der Götter“ op. 41, 1925). Die erhaltenen Vokalwerke zeugen von einem reichen Liedschaffen, sowohl für Solostimmen als auch für gemischten Chor, mit Klavier-, kammermusikalischer (das oben erwähnte „Äolische Dezett“) und Orchesterbegleitung. Im kammermusikalischen Bereich sind eine Klaviersonate aus seiner Münchner Zeit, einige Stücke für Soloinstrumente und Klavier aus den 1920er Jahren sowie mehrere Werke für das Polychordo aus seiner Athener Zeit überliefert.